# Linux User Group
Un Linux User Group (LUG), o anche "Linux Users Group" e "Linux Users' Group", è un gruppo sociale formato da persone che osservano i principi del software libero ed impegnate nel diffondere i sistemi operativi basati sul kernel Linux.

Logo collaborativo di Edubuntu.

## Storia
Nel 1991 Linus Benedict Torvalds ha rilasciato il primo kernel Linux. Dalla sua nascita si è vista una costante crescita del progetto, e nel 1992 Linux è diventato software libero. Gli anni successivi, insieme alla nascita delle prime società e organizzazioni che distribuiscono GNU/Linux (Red Hat, Suse, Debian), hanno iniziato a diffondersi i primi LUG nel mondo.
Anche in Italia i LUG sono nati nei primi anni novanta, prevalentemente in ambiti accademici, come le facoltà di ingegneria e informatica, grazie all'interessamento di ricercatori, studenti, programmatori, appassionati di informatica che cominciavano a trovare terreno fertile per le loro iniziative, e soprattutto grazie alla crescente diffusione di Internet.
Uno dei primi gruppi in assoluto fu il PLUTO, che nacque nel 1992 nella città di Padova.
Attualmente esistono più di 100 LUG in tutta l'Italia e diverse migliaia nel mondo.

## Caratteristiche
Spesso un LUG è una associazione non-profit, formata da persone liberamente costituite, che svolgono la loro attività prevalentemente su base volontaria e che provvedono al supporto e alla diffusione di GNU/Linux, in particolar modo presso chi si avvicina per la prima volta a tale sistema operativo. Può materializzarsi in un contesto fisico, ponendosi come punto di riferimento a livello locale per i temi toccati, oppure virtualmente in forma di community online.
Alcuni gruppi di utenti preferiscono la dicitura GLUG (cioè GNU/Linux Users Group), piuttosto che LUG, come segno di riconoscenza nei confronti del progetto GNU, base sulla quale il kernel Linux poggia per dar vita al sistema operativo GNU/Linux. Organizzazioni simili al LUG sono il Free Software User Group (FSUG) e il FreeBSD User Group (FUG).

### Finalità
Gli obiettivi di un LUG possono variare sensibilmente a seconda del tipo di gruppo, dalle caratteristiche dei suoi membri e dal luogo o campo dove il gruppo stesso opera. Come per ogni comunità di intenti non esiste una documentazione ufficiale che indichi esattamente cosa è un LUG e cosa deve fare per essere definito tale, ma è possibile tracciare alcuni confini entro i quali si possono riconoscere queste associazioni. Molti LUG fanno riferimento alle linee guida dell'Italian Linux Society.
L'obiettivo principale di un LUG è quello di estendere le conoscenze dei propri membri e condividerle con gli altri per una crescita comune fino ad accumulare quella massa critica sufficiente ad essere  "intelligenza collettiva". Un LUG può insegnare ad un nuovo utente come utilizzare al meglio gli strumenti in proprio possesso, e nel contempo può mostrare all'utente più esperto punti di vista differenti per ottenere i massimi risultati grazie ad un clima collaborativo che facilita la qualità e l'innovazione.
Volendo schematizzare è possibile individuare alcune finalità base per un LUG.
- Diffusione dell'impiego di Linux al maggior numero di utenti, da farlo diventare uno standard.
- Formazione con corsi e scambio di esperienze tra LUG per sviluppare la conoscenza interna.
- Divulgazione all'esterno con incontri, conferenze, fiere ed eventi simili.
- Supporto per assistere, consigliare e se possibile rimediare ai problemi degli utenti GNU/Linux.
- Aggregazione, quando il gruppo è ormai affiatato, per migliorare la collaborazione interna.

Ogni LUG può combinarle o integrarle a suo piacimento, in accordo con i suoi membri.

## Riferimenti di un LUG
Un LUG, per essere tale, ha bisogno innanzitutto di farsi conoscere e disporre di alcuni mezzi necessari ai suoi fini. Si riconoscono due modalità di aggregazione nonché di fruizione dei servizi forniti da un LUG: ci sono LUG che possono disporre di una sede fisica e altri che fanno sentire la loro presenza solamente tramite strumenti online; buona parte dei LUG rientra in entrambe le categorie.

### Sede Fisica
I LUG sono generalmente circoscritti ad una città o ad una zona, per questo molti di loro hanno una sede.
La sede può essere liberamente accessibile a tutti, oppure può essere messa a disposizione dei soli membri di quei LUG che si sono costituiti come associazioni e che richiedono una minima quota d'iscrizione (simile ad un hackerspace).
L'esistenza di una sede fisica è importante, in quanto ciascun LUG può proporsi come entità strettamente legata alle tematiche locali. Inoltre, la vicinanza e la possibilità di interazioni dirette con e fra i membri offre più riferimenti ed un maggior senso di sicurezza all'utente locale, senza contare che il mantenimento di relazioni sotto il profilo umano sono generalmente molto più proficue.
Gli incontri in sede avvengono tipicamente con cadenza settimanale o mensile e in questi incontri vengono pianificati progetti, si aiutano i neofiti a installare una distribuzione Linux, si svolgono attività che ruotano attorno al mondo del software libero, si discutono le novità in campo informatico sotto il piano tecnico ed etico, si rivelano alcuni trucchi, si costruiscono reti a libero utilizzo degli utenti, ecc...
Tutte queste attività che hanno anche il merito di combattere il divario digitale.

### Sede Virtuale
Non tutti i LUG hanno la possibilità di incontrarsi in luoghi fisici. Per questo Internet è il luogo principale di aggregazione fra i membri di molti LUG generalmente nel Fediverso. Infatti un LUG generalmente utilizza i seguenti strumenti:
- Home page: è il biglietto da visita del LUG. Nel sito sono racchiuse le informazioni basilari del LUG e riferimenti: documentazione, software e quant'altro di interesse per gli utenti GNU/Linux.
- Mailing List: è il cuore pulsante della maggior parte dei LUG. Tramite questo strumento i membri si incontrano virtualmente e si scambiano informazioni. È inoltre luogo privilegiato per organizzare e comunicare eventi o attività del LUG stesso. Semplicemente indispensabile per ogni gruppo.
- Chat: per parlare in tempo reale con i membri del LUG. A volte è troppo dispendioso attendere le risposte via mail, quindi si organizzano vere e proprie riunioni virtuali. I mezzi più utilizzati sono IRC e Jabber/XMPP, ma recentemente stanno prendendo piede altri strumenti liberi (Telegram) e open source (Signal e Mastodon).
- Newsletter: per tutte le comunicazioni unidirezionali del LUG ai suoi associati, che non necessitano di risposte e commenti, ovvero notizie, date di eventi, ecc.
- Forum: in realtà consolidate favorisce la partecipazione degli iscritti nell'appartenenza ai social network (preferibilmente open source come Mastodon), permettendo di aprire nuove aree tematiche e/o migliorare quelle esistenti; se gestite da moderatori preparati possono differenziarsi (come un ecosistema), creando competenze specifiche che determinano una crescita per qualità dei contenuti liberi (che possono arricchire anche wikipedia) e quantità degli iscritti (legge di Metcalfe).
- Rete civica: in ogni paese dove esiste un Municipio è sicuramente presente un sito Internet (es. www.comune.nome.it) dove inserire nella sezione delle associazioni on-line il link al LUG locale, aumentando gratuitamente la visibilità.
- Gadget: berretti, portachiavi, T-shirt e quant'altro possa fare promozione; per rendere più libera la personalizzazione, con il principio che la moda è sempre più un accessorio, si possono produrre direttamente le etichette da applicare ai propri indumenti.
- TV locale: per raggiungere anche una potenziale fascia di utenti che solo culturalmente non è ancora cablata e per aumentare il proprio prestigio, il LUG può accordarsi con una emittente di zona per produrre alcune trasmissioni divulgative (come sulla new economy). Lo scambio vantaggioso avviene tra chi dispone dei costosi mezzi dell'etere e chi invece possiede le conoscenze relative al programma; il video nato così può infine essere anche condiviso in rete.

## Attività tipiche
Le attività possono essere svariate: si va da incontri pratici in cui si offre aiuto per l'installazione e la configurazione di Linux, ad altri più didattici e mirati ad ampliare le conoscenze su Linux in modo scambievole e reciproco, favorendo la libertà di conoscenza di ciascuno.

### Linux Day e manifestazioni

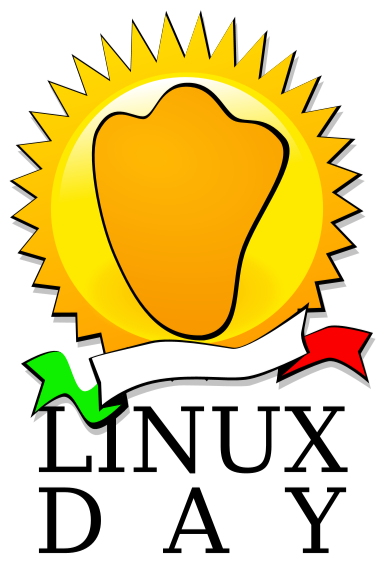
Logo ufficiale del Linux Day.

Particolare rilevanza ha assunto un evento a cadenza annuale noto come Linux Day, promosso sin dal 2001 da Italian Linux Society (ILS) in cui i LUG partecipano come organizzatori locali. Durante il Linux Day i vari gruppi si riuniscono in spazi aperti al pubblico ed organizzano conferenze che abbiano come tema il software libero e l'open source.
Ogni LUG inoltre ha la libertà di organizzare qualsiasi tipo di manifestazione o evento volto alla diffusione di GNU/Linux. Si conoscono casi in cui alcuni dei LUG riescono a far parte di fiere cittadine dove mettono a disposizione molto materiale tramite banchetti a scopo divulgativo, oppure di LUG che riescono ad entrare nelle scuole per parlare direttamente con gli studenti per far conoscere subito anche ai ragazzi GNU/Linux.

### Installation Party
I Linux Installation Party (LIP) o più semplicemente Installfests, sono delle giornate dedicate all'installazione di GNU/Linux nei PC di chi accetta l'invito dei LUG a provare il sistema operativo. Generalmente avvengono in concomitanza con altre manifestazioni organizzate dagli stessi LUG. Ciò non toglie che, in linea di principio, si fa un LIP ogni volta che un membro del LUG dedica il suo tempo a installare GNU/Linux su di un PC.

### Corsi
Molti LUG organizzano veri e propri corsi sull'uso del software Libero, rivolti sia a utenti inesperti che a persone che vogliono semplicemente ampliare le loro capacità tecniche e conoscenze informatiche.

### Progetti di gruppo
Molti LUG, essendo formati anche da membri esperti, hanno la capacità di mantenere, fondare o supportare progetti di una certa rilevanza. Questi progetti vanno dal mantenimento e la produzione di documentazione ufficiale per GNU/Linux e per il Free Software in generale, allo sviluppo di particolari software che rispondono alle caratteristiche della licenza GNU General Public License. Infine alcuni gruppi si occupano di riutilizzo di vecchio hardware (trashware) tramite l'utilizzo di particolari distribuzioni che richiedono poche risorse.

### Incontri
Oltre ai periodici incontri che possono avvenire nelle sedi dei LUG o in particolari occasioni, non è raro che vengano organizzati dei ritrovi nei quali si discute in modo più distensivo di fronte ad una pizza e ad una birra, a conferma che l'appartenenza ad un LUG non è vista alla stregua di un impegno lavorativo, ma come momento di svago e di crescita culturale utile anche contro il fenomeno del divario digitale.